# Hypoatherina temminckii
Hypoatherina temminckii és una espècie de peix pertanyent a la família dels aterínids.

## Descripció
- Pot arribar a fer 12 cm de llargària màxima.
- És transparent i de color blau-verd amb l'abdomen i una franja mediolateral argentats.
- 6-8 espines i 8-10 radis tous a l'aleta dorsal i 1 espina i 11-14 radis tous a l'anal.
- Pot presentar dues fileres de taques pigmentades.[6][7][8][9]

## Depredadors
A les illes Marshall és depredat per Gnathodentex aureolineatus.

## Hàbitat
És un peix marí, associat als esculls i de clima tropical, el qual es troba generalment a les aigües costaneres i els ports.

## Distribució geogràfica
Es troba a la conca Indo-Pacífica: des del mar Roig i la badia de Delagoa (Moçambic) fins a les illes Cook, les illes Carolines i Queensland (Austràlia).

## Observacions
És inofensiu per als humans i emprat com a esquer en la pesca de la tonyina.